# Luitpoldpark

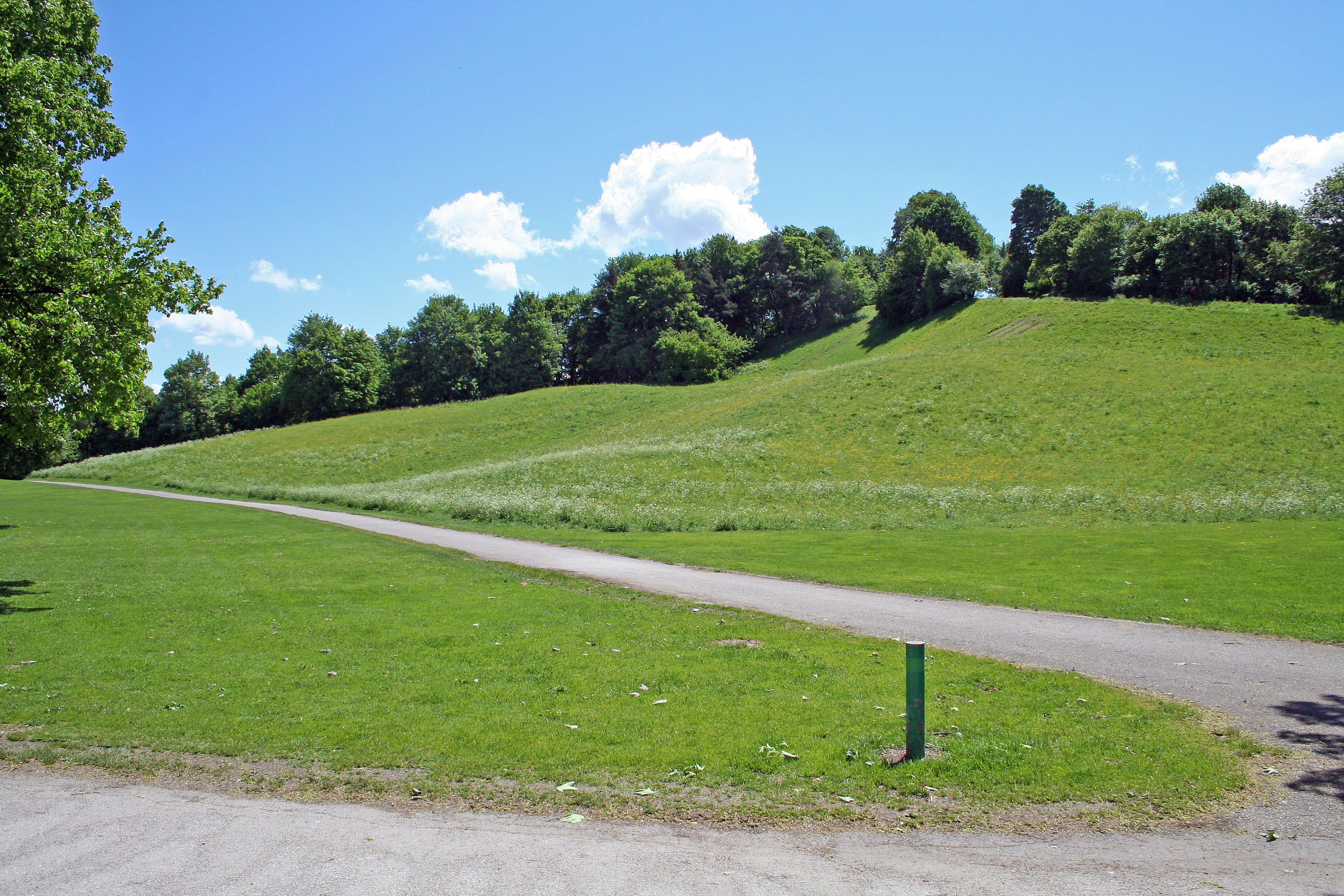
El Luitpoldhügel

Luitpoldpark es un parque público en el distrito de Schwabing de Múnich, Alemania.
El parque se construyó cuando Múnich se expandía hacia el norte a principios del siglo XX, para preservar los espacios verdes en la ciudad en crecimiento. Fue nombrado en honor del príncipe regente bávaro Leopoldo en 1911 para conmemorar el cumpleaños 90 del príncipe. Tiene 33 hectáreas de extensión.
Una característica distintiva del parque es Luitpoldhügel, una colina de 37 metros de altura que consiste en escombros acumulados de los bombardeos de la Segunda Guerra Mundial en la ciudad. En 1949, después de la guerra, se erigió una cruz plana en la cima de la colina, con una inscripción que decía: "Ora y recuerda a todos los que murieron bajo las montañas de escombros". En 1952, se convirtió en un monumento permanente.
La fuente Pumuckl en el parque lleva el nombre de un reconocido personaje infantil. La figura escupe agua de forma intermitente, lo que puede empapar inesperadamente a los visitantes del parque.
El parque también es conocido por sus viejos árboles y está bordeado de ginkgo y robles piramidales, entre otros. En la inauguración del parque, la característica central era un obelisco de 17 metros de altura (56 pies) construido con piedra caliza, rodeado por 90 tilos, uno por cada año de vida de Leopoldo, y 25 robles.
El parque sigue siendo popular y ha albergado numerosos festivales y eventos. En el invierno, las empinadas colinas del parque son populares para andar en trineo.